# Penisola del Sinai
La penisola del Sinai (in arabo شبه جزيرة سيناء‎?, Shibh Jazīrat Sīnā; in ebraico: סיני, o più semplicemente il Sinai) è una penisola di forma triangolare del Medio Oriente, situata nell'Egitto nord-orientale; è l'unica parte del paese che si trova geograficamente in Asia, è delimitata ad est dal deserto del Negev e dal golfo di Aqaba, a nord dal Mediterraneo, a ovest dal golfo e dal canale di Suez, a sud dal Mar Rosso.

## Geografia
La penisola ha una lunghezza da nord a sud di circa 380 km ed una larghezza da ovest ad est di circa 210 km, per una superficie complessiva di circa 59 000 km². Le coste hanno una lunghezza totale di circa 600 km. Il mare nel golfo di Suez ha una profondità di circa 80 metri, mentre nel golfo di Aqaba si raggiunge una profondità di circa 1 830 metri.
Il confine tra Africa ed Asia è stato fissato nel canale di Suez: pertanto, la penisola del Sinai, pur essendo territorio egiziano, si trova in Asia ed è l'unico territorio asiatico dell'Egitto. Dal 1967 al 1979 è stata sotto il controllo di Israele. Il Sinai è un territorio quasi interamente desertico, ma è abitato lungo la costa di Sabah e di Taba (vicino alla città israeliana di Eilat), dove si trovano un hotel e un casinò. Muovendosi verso sud lungo la costa, si trovano Nuweiba, Dahab e Sharm el-Sheikh. Il Sinai è abitato anche sulla costa a nord, vicino alla striscia di Gaza ad al-Arish.
Nella parte sud della penisola si trovano i rilievi maggiori: il monte Caterina, che con i suoi 2 269 metri è la montagna più alta dell'Egitto, il monte Serbal e il monte Sinai. Su una montagna chiamata "Sinai" (in arabo Jabal Mūsā), secondo l'Antico Testamento, Mosè ricevette da Dio le Tavole della legge, ovvero i Dieci comandamenti; è però opinione diffusa, oggigiorno, che il monte di cui parla la Bibbia non sia il monte Sinai. La zona orientale della penisola è conosciuta come la Great Rift Valley e si tratta di una fossa geologica che si estende dalla valle del fiume Giordano verso sud, attraverso il Mar Rosso, fin dentro l'Africa nel Kenya.

## Storia
La penisola del Sinai è stata territorio conteso tra Israele e l'Egitto, prima durante la crisi di Suez e poi con la guerra dei sei giorni. Conquistata dal governo di Tel Aviv nel 1967, ritornò all'Egitto undici anni dopo, con gli accordi di Camp David.

## Suddivisione amministrativa del Sinai
Dall'aprile 2008 l'Egitto è diviso in 27 governatorati (muhāfaza). In genere i governatorati prendono il nome dalla città principale e ognuno di essi è retto da un governatore che viene designato dal capo di Stato.
| Nº    | Nome           | Area (km²) | Popolazione (2023) | Capitale |
| ----- | -------------- | ---------- | ------------------ | -------- |
| 1     | Sinai del Nord | 27 574     | 504 201            | al-Arish |
| 2     | Sinai del Sud  | 33 140     | 115 611            | El-Tor   |
| Sinai | Sinai          | 60 714     | 619 812            |          |